# Ештон Картер
Ештон Болдвін Картер (англ. Ashton Baldwin Carter; 14 вересня 1954, Філадельфія, Пенсільванія — 24 жовтня 2022) — американський науковець (фізик), експерт з політики безпеки і урядовий чиновник, з 12 лютого 2015 року до 20 січня 2017 року — (міністр оборони США). З 6 жовтня 2011 до 3 грудня 2013 був заступником міністра оборони США.

## Біографія
Отримав ступінь бакалавра в Єльському університеті з середньовічної історії та теоретичної фізики. Потім отримав докторський ступінь у галузі теоретичної фізики в Оксфордському університеті у Великій Британії як стипендіат Родса. Був консультантом з питань політики безпеки, зокрема у Goldman Sachs.
Працював у адміністрації Клінтона в Міністерстві оборони помічником Міністра оборони США з питань міжнародної політики безпеки з 1993 до 1996, в адміністрації Обами — заступником міністра оборони з придбання, логістики і технологій з 29 квітня 2009 по 5 жовтня 2011. Працював на посаді Міністра оборони США з 12 лютого 2015 до 20 січня 2017 року.

### Ставлення до України
10 лютого 2015 року Картер як кандидат на посаду Міністра оборони США сказав, що західні країни не мають давати Росії право розглядати колишні радянські республіки, у тому числі й Україну, як зону своїх власних інтересів. Крім того, він заявив, що коли його затвердять, він буде закликати таких американських партнерів як Молдова, Грузія та Україна до збільшення можливості в області безпеки і військової взаємодії з НАТО.
13 лютого 2015 року Картер як міністр оборони США заявив, що Україні необхідно надати зброю для боротьби з російськими терористами на Донбасі.

## Наукові праці
- MX Missle Basing (1981)
- Ballistic Missile Defense (1984)
- Directed Energy Missile Defense in Space (1984)
- Ballistic Missile Defense (1984)
- Managing Nuclear Operations (1987)
- Soviet Nuclear Fission: Control of the Nuclear Arsenal in a Disintegrating Soviet Union (1991)
- Beyond Spinoff: Military and Commercial Technologies in a Changing World (1992)
- A New Concept of Cooperative Security (1992)
- Cooperative Denuclearization: From Pledges to Deeds (1993)
- Preventive Defense: A New Security Strategy for America (1997)
- Keeping the Edge: Managing Defense for the Future (2001)